# ABU TV ソング・フェスティバル2015
ABU TV ソング・フェスティバル2015 (ABU TV Song Festival 2015)は、アジア太平洋放送連合(ABU)加盟放送局によって開催された、アジア規模の音楽コンテスト。

## 大会概要
開催都市の詳細については、イスタンブールを参照。
アジア・オセアニア地域から12の国と地域が参加。これまで大会には参加していなかったインドやカザフスタンが初めて大会に参加したほか、前回大会に参加しなかったマレーシアやアフガニスタンが復帰した。
一方、前回大会まで参加していたオーストラリアや中国、ブルネイは撤退。
タイ、前々回大会以降参加していないイラン、北アフリカ地域から初めて参加する予定だったチュニジアは、今大会から参加する予定だったが、最終的に参加を取りやめている。理由は不明。

## 参加国
| 国名・地域名   | アーティスト                    | 曲                         |
| -------------- | ------------------------------- | -------------------------- |
| アフガニスタン | Mozhdah                         | Ghoroore Tu, Shikaste Ma   |
| モルディブ     | Mariyam Unoosha                 | The Maldives Song          |
| カザフスタン   | Dimas Kudaibergen               | Daididau                   |
| マカオ         | Ma Man Lei, Kyla（馬曼莉）      | Beiduibei (背對背)         |
| インド         | Sanjeevani Bhelande             | Radiant Ruby               |
| ベトナム       | Đinh Mạnh Ninh                  | In the music tonight       |
| 日本           | SCANDAL                         | Sisters                    |
| インドネシア   | Zahra Damariva                  | Tak Kembali                |
| 香港           | Vivian Koo，Tracy Gu Wei (谷微) | Accept The Part (安守本份) |
| 韓国           | CNBLUE                          | Cinderella                 |
| マレーシア     | Ernie Zakri                     | Dialah di Hati             |
| トルコ         | Murat Dalkılıç                  | Katilimiz Olursun          |

### 参加を見送った国
下記の3カ国は、当初は今大会に参加する予定だったが、最終的に参加を取りやめた。
| 国         | アーティスト       | 曲                         |
| ---------- | ------------------ | -------------------------- |
| イラン     |                    |                            |
| タイ       | Lamyong Nonghinhow | Jeep Aow Si Kha"(จีบเอาสิคะ) |
| チュニジア |                    |                            |

その他
- オーストラリア　第1回大会から参加を続けたスペシャル・ブロードキャスティング・サービス(SBS)は、2015年大会に参加しないことを2015年6月30日に確認した[3]。
- ブルネイ　 Radio Televisyen Brunei (RTB)は、2015年大会に参加しないことを2015年6月25日に確認した[4]。
- ニュージーランド　テレビジョン・ニュージーランドは、大会の不参加を2015年6月11日に確認した[5]。
- ロシア　АИСТは、大会への不参加を2015年7月30日に確認した[6]。
- 中国

## 放送局
- トルコ – トルコ国営放送 (TRT) - ホスト
- アフガニスタン– Ariana Television Network (ATN)
- インド – Doordarshan (DD)
- インドネシア – Televisi Republik Indonesia (TVRI)
- カザフスタン – Kazakhstan Radio and Television Corporation (KRTC)
- 日本 – 日本放送協会 (NHK)
- マカオ – マカオラジオテレビ (TDM)
- マレーシア – Radio Television Malaysia (RTM)
- モルディブ – Television Maldives (TVM)
- 香港 – 無綫電視 (TVB)
- 韓国 – 韓国放送公社 (KBS)
- ベトナム – ベトナムテレビジョン (VTV)

## 関連
- ABU TV ソング・フェスティバル
- アジア太平洋放送連合(ABU) 大会主催団体
- ABU ラジオ・ソング・フェスティバル ABUが主催する歌謡祭のラジオ版。
- アジア・パシフィック・ソング・コンテスト ABUによるアジア規模の音楽祭を行う構想。後にABUソング・フェスティバルへ発展。
- ユーロビジョン・ソング・コンテスト ヨーロッパ規模の音楽コンテスト。ABU TV ソング・フェスティバルのモデルとなった番組。